# Follow the Leader (canção)
"Follow the Leader" é uma canção da dupla porto-riquenha Wisin & Yandel, com a participação da cantora norte-americana Jennifer Lopez. Foi composta por Lopez, Juan Luis Morera, Llandel Veguilla, Jonas Saeed, Niclas Kings, Candace Thorbourne, Nailah Thorbourne, Nyanda Thorbourne e produzida por Saeed e Kings. A canção foi lançada como single a 10 de Abril de 2012 na iTunes Store dos Estados Unidos e México.

## Desempenho nas tabelas musicais

### Posições
| Tabela musical (2012)                  | Melhor posição |
| -------------------------------------- | -------------- |
| Espanha - PROMUSICAE                   | 26             |
| Estados Unidos - Billboard Latin Songs | 18             |

## Prêmios e indicações
| Ano  | Prêmiação                    | Categoria                  | Resultado |
| ---- | ---------------------------- | -------------------------- | --------- |
| 2012 | Premios Tu Mundo             | Melhor Vídeo Musical       | Venceu    |
| 2013 | Billboard Latin Music Awards | Canção de Streaming do Ano | Indicado  |
| 2013 | Premio Lo Nuestro            | Vídeo do Ano               | Indicado  |

## Histórico de lançamento
| País           | Data                | Formato          | Editora discográfica |
| -------------- | ------------------- | ---------------- | -------------------- |
| Estados Unidos | 10 de Abril de 2012 | Descarga digital | Machete              |
| México         | 10 de Abril de 2012 | Descarga digital | Machete              |
| Brasil         | 16 de Abril de 2012 | Descarga digital | Machete              |
| Portugal       | 16 de Abril de 2012 | Descarga digital | Machete              |